# Sport i Stockholm

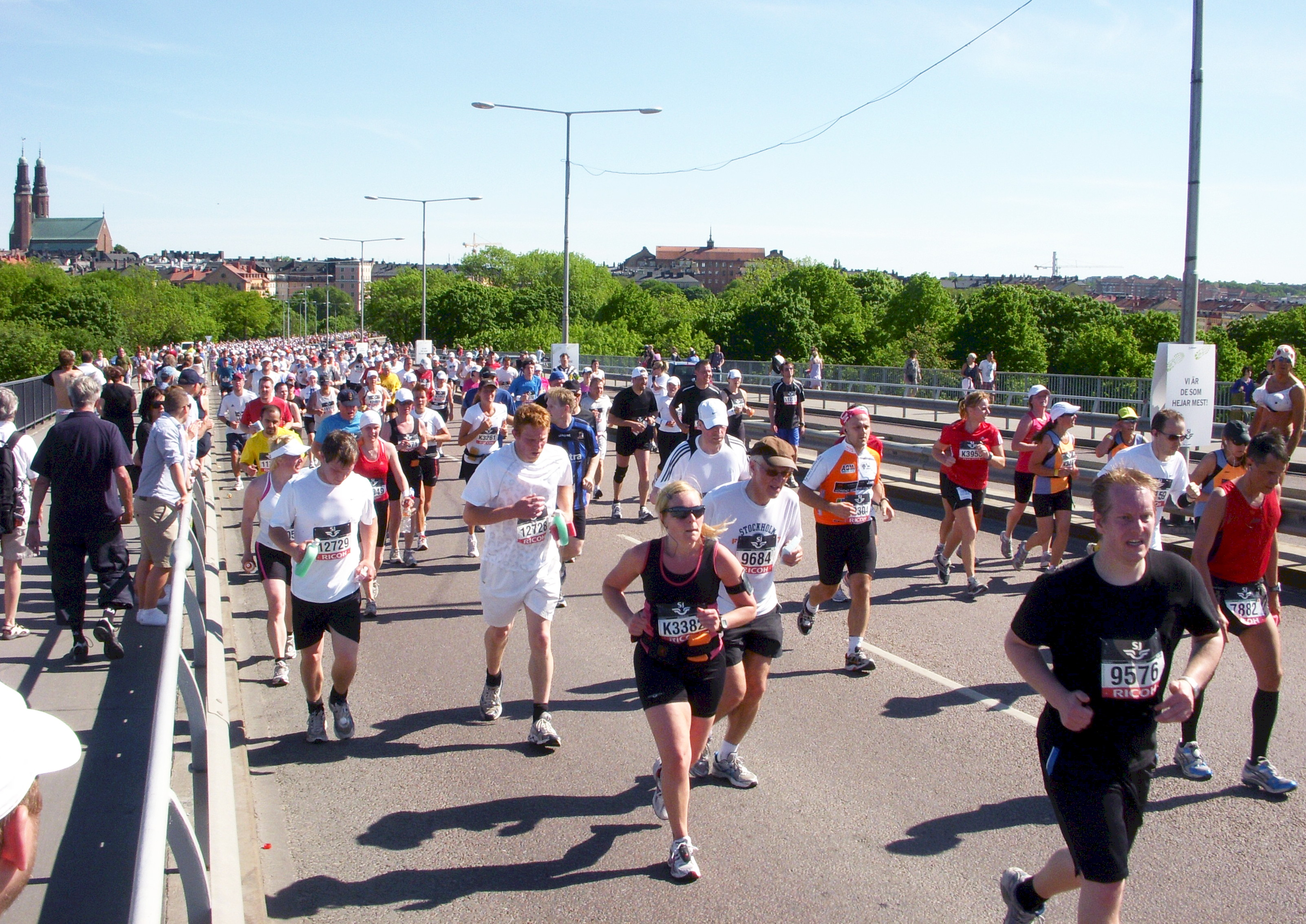
Stockholm Marathon 2009, på Västerbron.

De största publiksporterna i Stockholm är fotboll och ishockey. Den största arenan i Stockholmsområdet är Strawberry Arena, invigd 2012, som ersatte den 1937 invigda Råsunda fotbollsstadion. Stockholm har även världens största sfäriska byggnad, idrottsarenan Globen, som invigdes 19 februari 1989, med 16 000 sittplatser och arenor som 3Arena och Stockholms Stadion samt många medelstora och mindre idrottsplatser.
Stockholm har arrangerat de olympiska sommarspelen en gång, 1912 då Stockholms Stadion (också kallad Stockholms Olympiastadion) var huvudarena för spelen. Stockholm har även varit värd för 8 matcher i Världsmästerskapet i fotboll 1958 då bland annat Brasilien vann finalen på Råsunda mot Sverige med 5–2 framför 51 800 åskådare. Det har även arrangerats EM i fotboll och VM i sporter som bandy, ridsport och simning.
Stockholms största fotbollsklubb sedd till meriter är AIK, som har 12 SM-guld samt blivit Svenska cupmästare 8 gånger. Stockholms största ishockeyklubb sedd till meriter är Djurgården som har blivit svenska mästare 16 gånger, vilket betyder att Djurgården är Sveriges mesta mästare i ishockey. Stockholm Marathon är ett årligt maratonlopp genom Stockholms centrala delar och är det största maratonloppet i Sverige efter antalet deltagare.

## Historik

### Fotboll

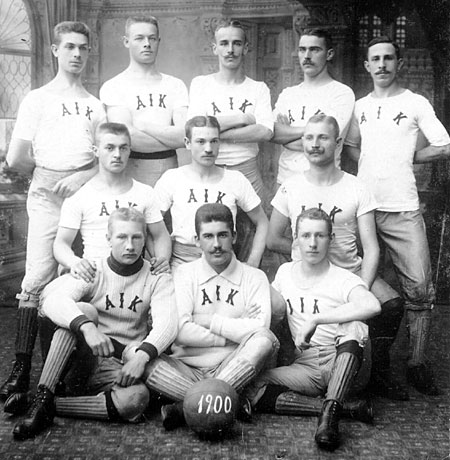
Laget som AIK ställde upp med när de blev Stockholms första lag som blivit Svenska mästare.

I Stockholm spelades fotboll i skolorna redan i början av 1880-talet men det dröjde ett tag innan klubbar började bildas, eftersom det var brist på riktiga fotbollsplaner. AIK vart Stockholms första fotbollsklubb efter att AIK tog upp fotbollen på sitt program 1896. Själva klubben bildades dock några år tidigare då initiativtagaren Isidor Behrens samt några andra ungdomar bildade klubben den 15 februari 1891 på Biblioteksgatan 8 i Stockholm.AIK:s samt Stockholms första framträdande i SM kom 1898 då AIK mötte Göteborgslaget Örgryte IS i turneringens enda match. Matchen spelades i Stockholm på Gärdet och vanns av Örgryte med 3–0. Stockholms andra fotbollsklubb var Djurgården efter att de hade tagit med fotbollen i sitt program 1899. Själva klubben hade dock bildats 8 år tidigare, den 12 mars 1891 på ett kafé med adressen Alberget 4, endast 24 dagar efter AIK:s bildande. Det första så kallade Tvillingderbyt mellan AIK och Djurgården spelades samma år som Djurgården tog upp fotbollen på programmet, 1899. AIK vann matchen med 2–1, ytterligare två derbyn mellan dessa två lag skulle dock spelas samma år där Djurgården slutade som segrare i båda mötena med 2–1 respektive 3–0.Första upplagan av fotbollsturneringen Rosenska Pokalen hölls även detta år, tre lag deltog i turneringen, AIK, Djurgården och Gefle. Turneringen hölls i Stockholm på Lindarängen och spelades under en dag, i finalen ställdes Gefle mot AIK där Gefle vann turneringen med 2–0. Året därpå (1900) blev AIK Svenska mästare efter en vinst i mästerskapens enda match mot Örgryte med 1–0. Detta var första gången Göteborgsklubben inte blev Svenska mästare sedan mästerskapen startade 1896.

### Övrig historia

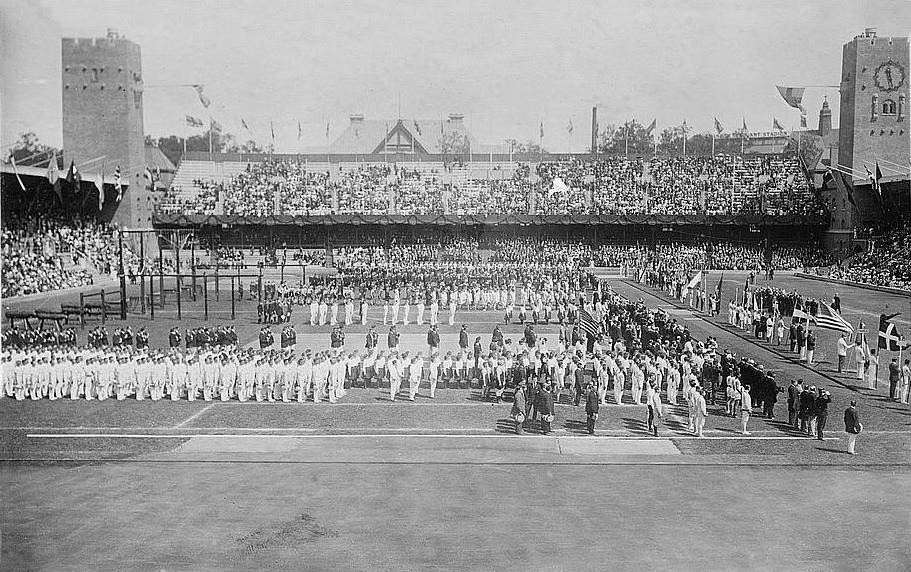
Olympiska sommarspelen 1912 invigs

Av de Nordiska spelen, föregångaren till de olympiska vinterspelen, hölls alla utom ett i Stockholm. På 1890-talet uppfördes Sveriges första anläggning för backhoppning vid Fiskartorpet.
Stockholm var värd för de olympiska sommarspelen 1912. Stockholms Olympiastadion, som byggdes för det ändamålet, har sedan dess använts för åtskilliga sporttävlingar, huvudsakligen fotboll och friidrott. Stadion var AIK:s hemmaarena 1912–1936 och var mellan 1936 och 2013 hemmaarena för Djurgårdens herrlag (damlaget spelar fortfarande sina hemmamatcher på Stadion).

## Klubbar
De största fotbollsklubbarna är AIK, Djurgårdens IF och Hammarby IF som har spelat 95, 68 och 55 allsvenska säsonger vardera. Andra klubbar som spelar, eller har spelat i Allsvenskan, är IF Brommapojkarna, Assyriska FF, Syrianska och AFC United. Bland Stockholmslag som har spelat flera säsonger i Superettan (som innan år 2000 hette division I och som innan 1986 hette division II) är att nämna IK Frej, IFK Stockholm, Vasalunds IF och Sundbybergs IK. Säsongen 1941–1942 spelade södermalmslaget Reymersholms IK i allsvenskan, vilket hittills också blivit den enda gången.
I damfotbollen har Stockholms län fyra lag i den högsta serien, Damallsvenskan, dessa är Djurgårdens IF, Hammarby IF, AIK och IF Brommapojkarna.
De största ishockeyklubbarna är Djurgården och AIK som (2024) båda spelar i Allsvenskan. Hammarby deltar även i Stockholms största serie i speedway, Allsvenskan.

## Anläggningar
Globen (Avicii Arena) är en arena belägen i Globenområdet i stadsdelen Johanneshov i Stockholm. Den invigdes den 19 februari 1989 och är världens största sfäriska byggnad. I arenan hålls vid sidan om olika idrottsevenemang även konserter och uppträdanden.
Strawberry Arena, Sveriges nationalarena, belägen i Solna kommun. 
3Arena, arena belägen i Globenområdet i stadsdelen Johanneshov i Stockholm.
En fjärde stadion var den tidigare nationalarenan Råsunda fotbollsstadion, belägen i Solna kommun.

## Bilder anläggningar i urval

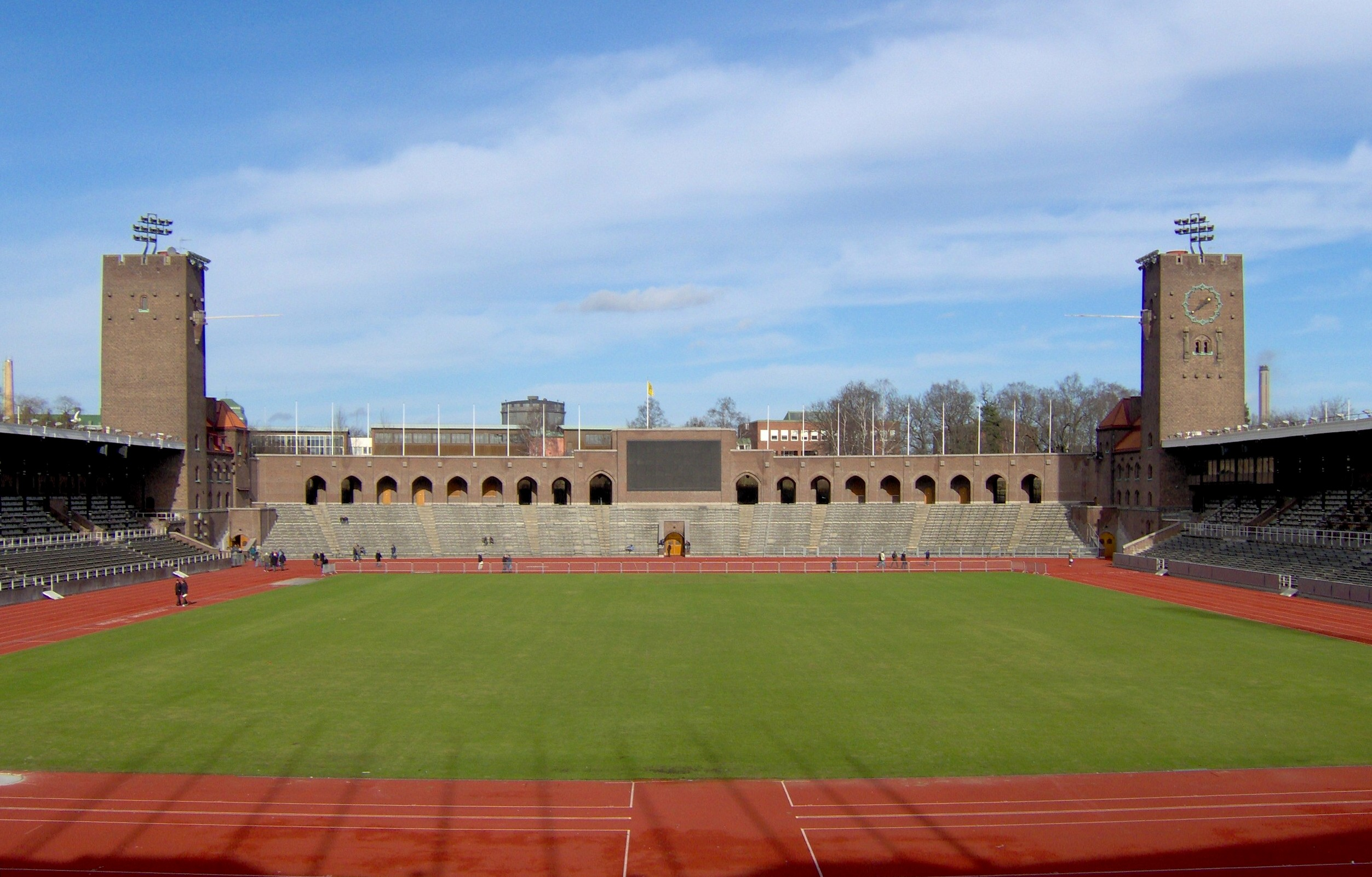
Stockholms stadion
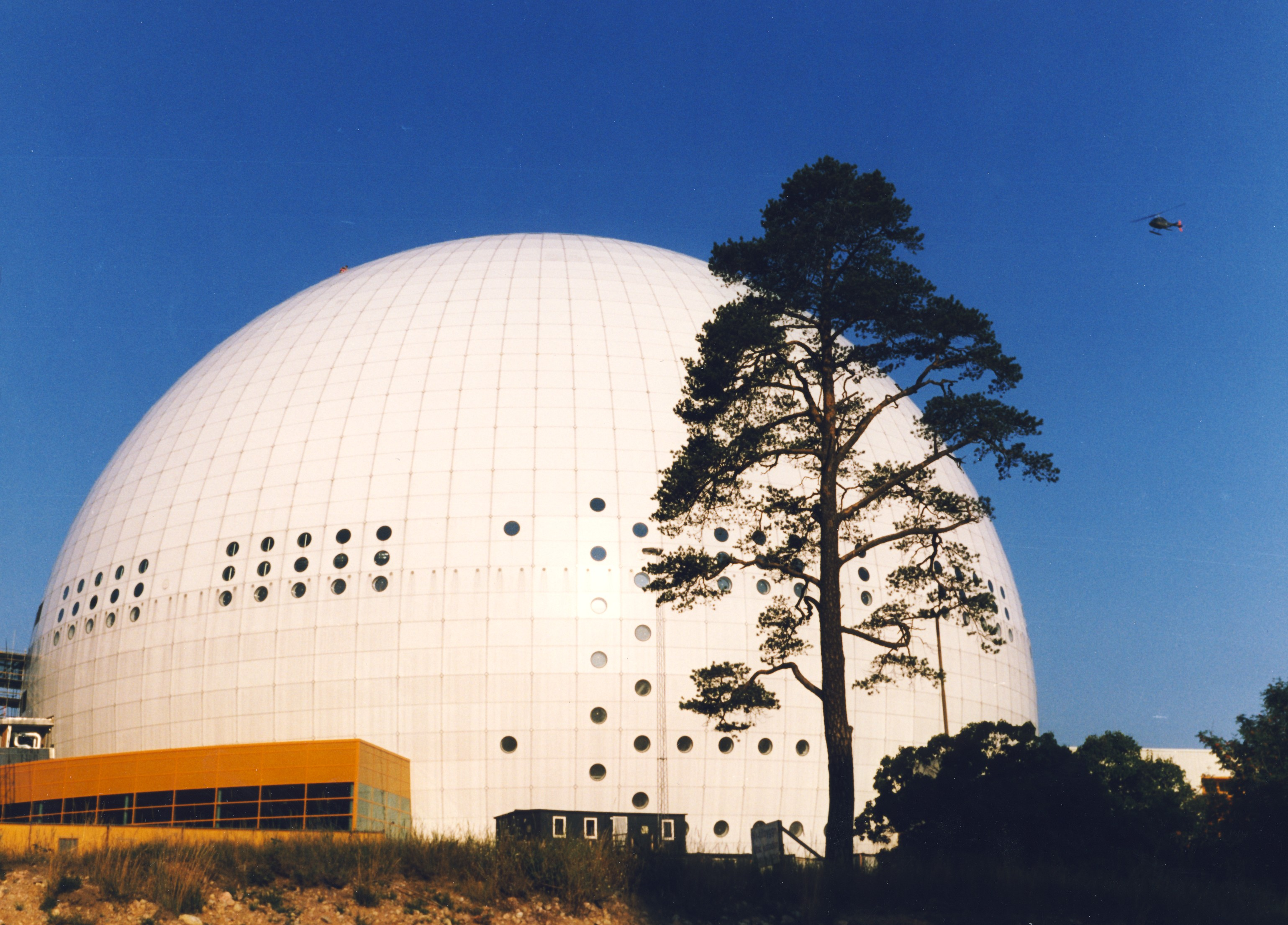
Globen
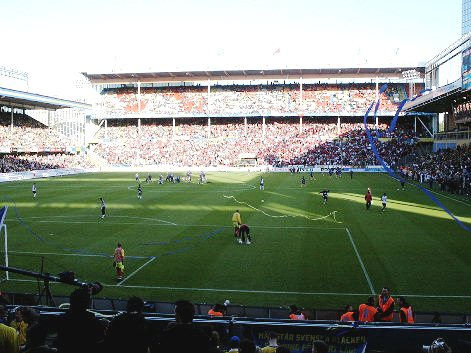
Råsundastadion
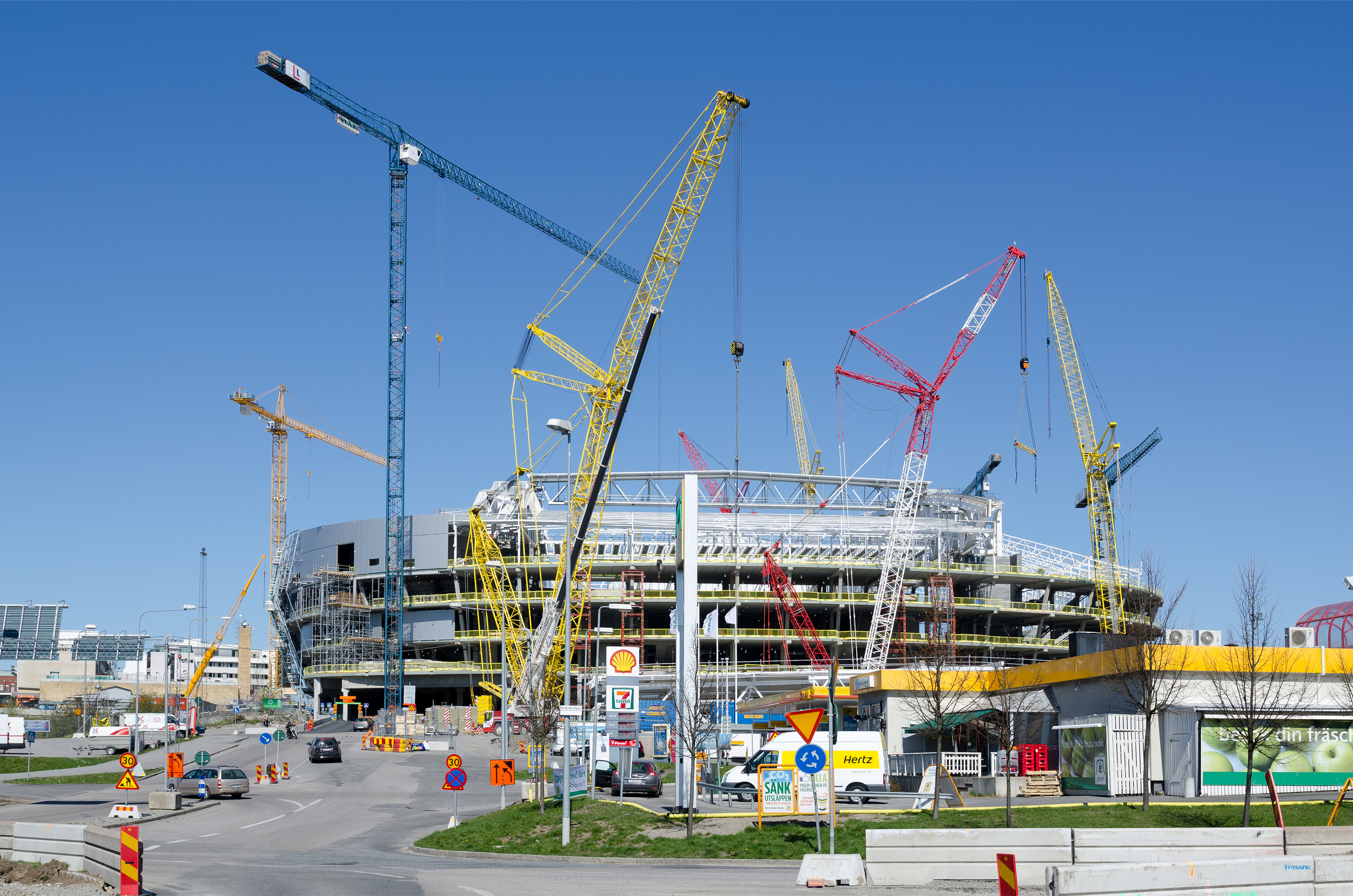
3Arena april 2012

## Evenemang
Stockholm Marathon är ett årligt maratonlopp genom Stockholms centrala delar. Starten går utanför Stockholms Olympiastadion och målgången är inne på stadion. Loppet är det största maratonloppet i Sverige med över 15 000 deltagare.
Tjejmilen är en årlig löpartävling för damer som går på en 10 km lång löparbana runt Djurgården. Första Tjejmilen hade premiär den 19 augusti 1984.

### Årliga evenemang
- januari: Svenska Idrottsgalan, LG Hockey Games
- februari: Vikingarännet, GE-galan[8]
- juni: Stockholm Marathon
- augusti: Riddarfjärdssimningen, Midnattsloppet, Tjejmilen
- september: Bauhausgalan, Lidingöloppet
- oktober: Stockholm Open, 25manna
- november/december: Stockholm International Horse Show

## Bilder evenemang i urval

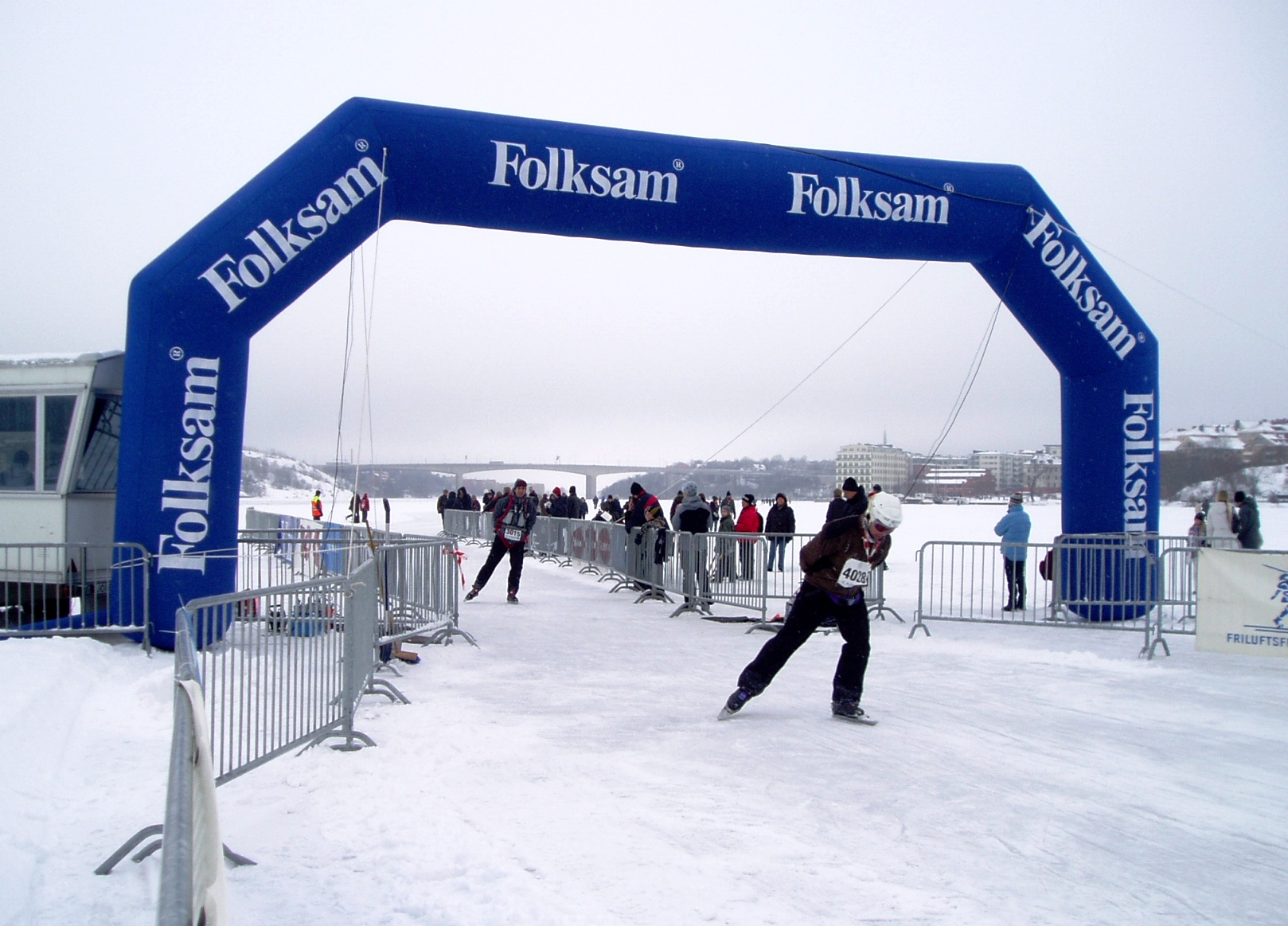
Vikingarännet 2010
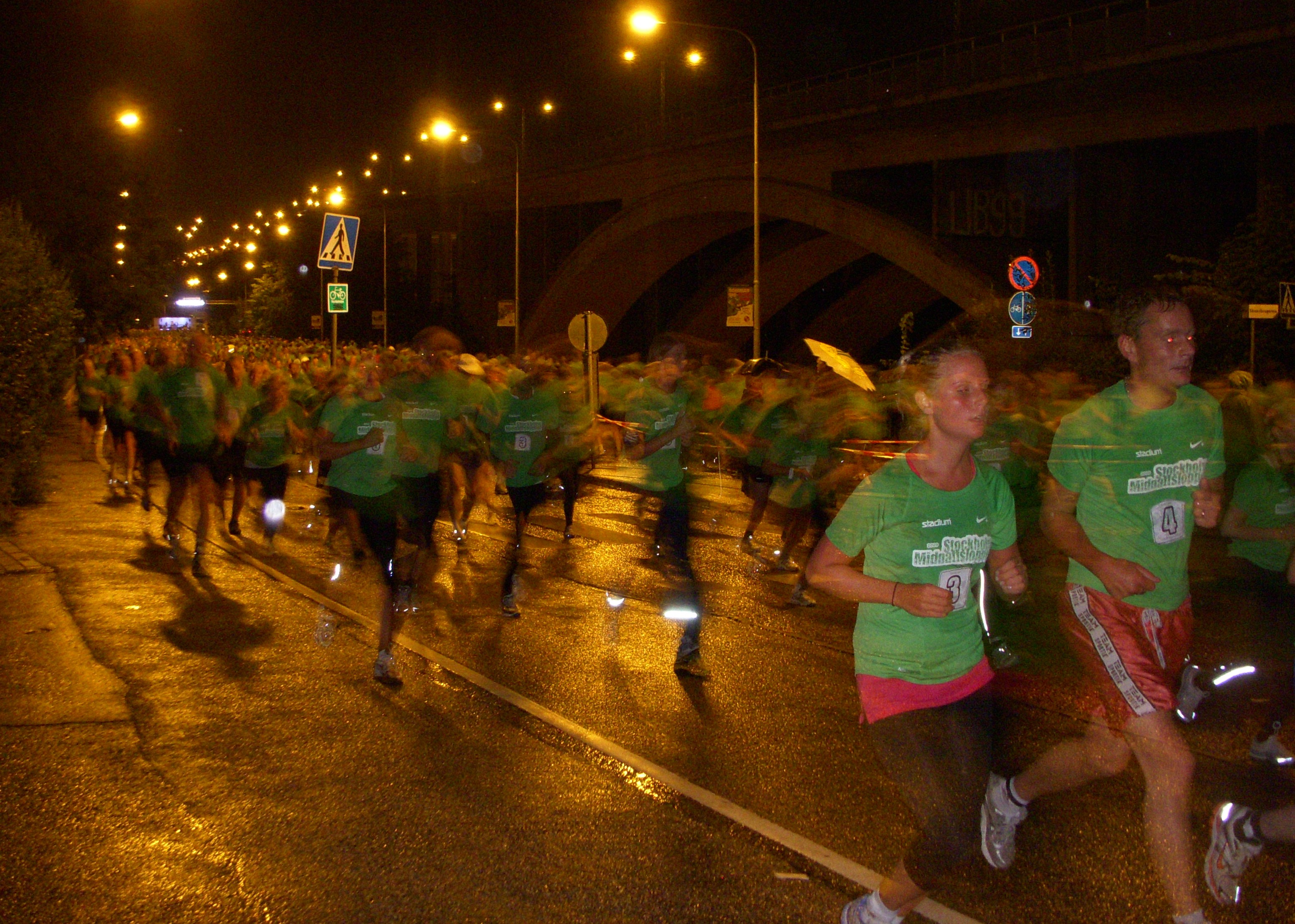
Midnattsloppet 2009
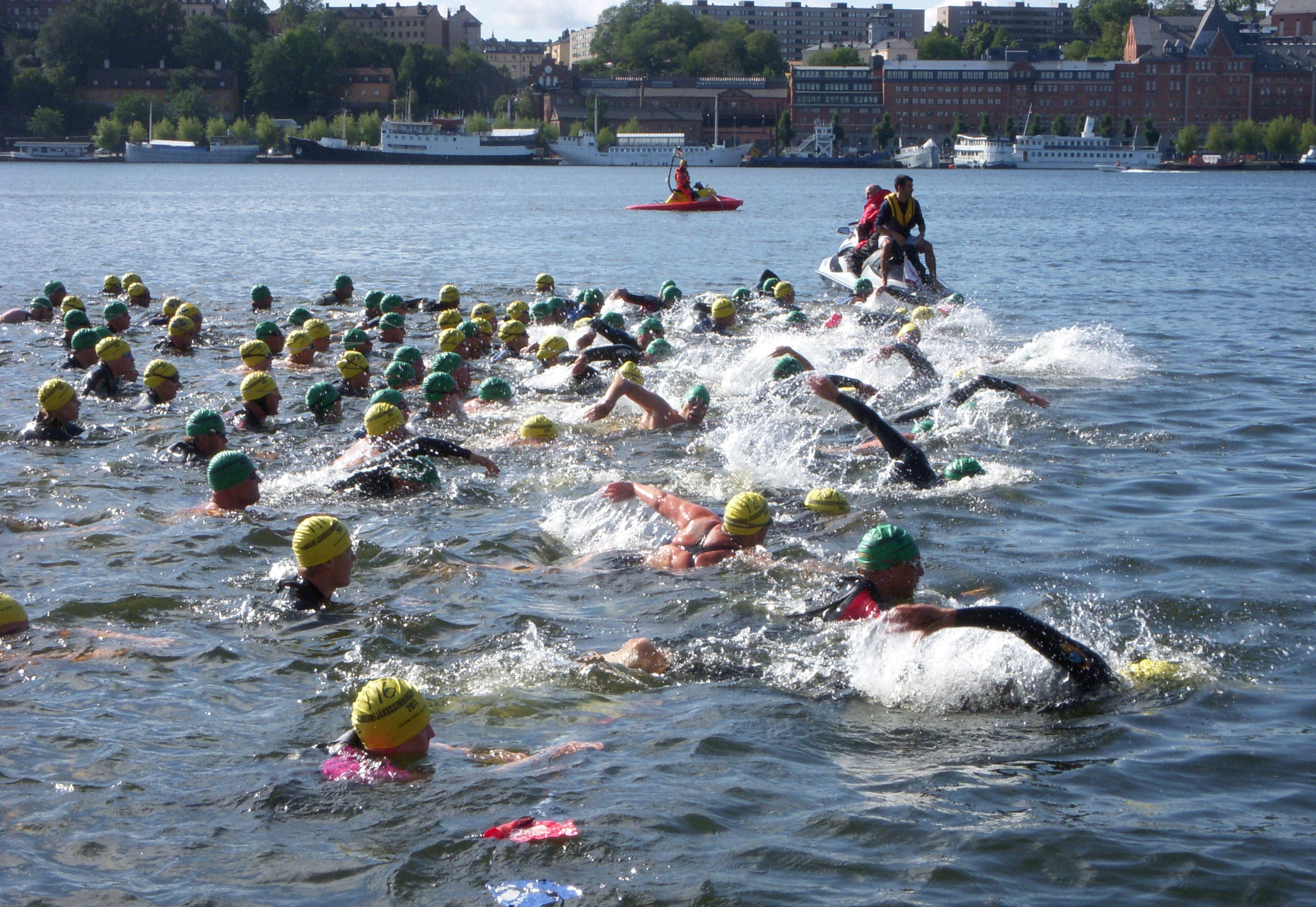
Riddarfjärdssimningen 2011
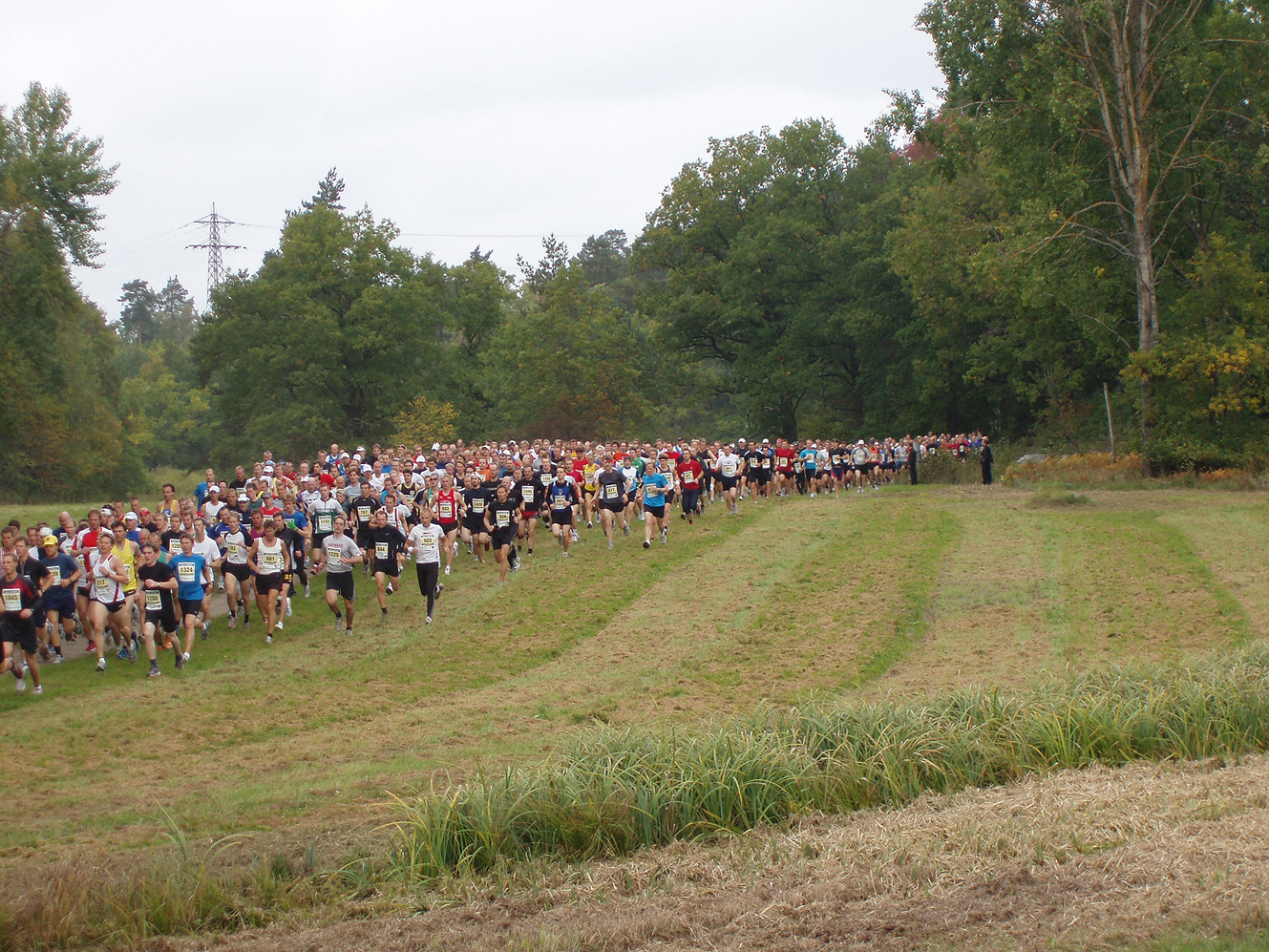
Lidingöloppet 2008